# Граничник
Граничник (пол. Granicznik) — гірський потік в Польщі, у Бжеському повіті Малопольського воєводства. Ліва притока Дунайця, (басейн Балтійського моря).

## Опис
Довжина потоку приблизно 5,67 км, найкоротша відстань між витоком і гирлом — 3,88  км, коефіцієнт звивистості потоку — 1,47 . Формується багатьма безіменними гірськими потоками та частково каналізована. Потік тече у Бескиді Висповому.

## Розташування
Бере початок на північно-східній стороні від села Івкова. Тече переважно на південний схід через Бендзешину, Витшищку і впадає у озеро Чховське (річка Дунаєць).

## Цікаві факти
- У пригирловій частині потік перетинає автошлях  75.
- У селі Витшищка на лівому березі потоку на відстані 85 м розташований Замок Тропштин.